# Dick Tracy
Dick Tracy – postać fikcyjna detektywa, tytułowego bohatera serii amerykańskich komiksów stworzonych przez Chestera Goulda.
Pierwszy komiks z serii powstał w 1931 roku, ostatni Chester Gould stworzył w 1977 roku.
Powstało kilka filmowych adaptacji komiksu. Jedną z nich był film z 1990 roku z Warrenem Beatty i Madonną w rolach głównych. Film dostał 3 Oscary: za najlepszą charakteryzację, scenografię i piosenkę filmową. Oscarową piosenkę "Sooner or Later" śpiewała filmowa "Machoniwa bez oddechu".